# Crip Walk

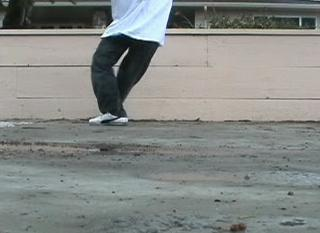
Una foto de alguien bailando C-Walk, haciendo el stepback con heeltoe.

El C-Walk o Crip Walk, como es conocido actualmente este estilo de baile, es un continuo movimiento de pies usado para explicar detalladamente imágenes y símbolos relacionados con gánsteres. Se originó a principios de los años 70 en Compton, una zona residencial pobre de la ciudad californiana de Los Ángeles, popularmente referenciado con letras de rap. Cuando se convirtió en un símbolo del movimiento de pies en los 80, pronto inspiró a la danza de hip hop a finales de los 90.

## Vínculo con el rap
La primera vez que este paso se vio vinculado con la música fue en el gangsta rap de la Costa Oeste, más conocido como West Side. El Crip Walk llegó por primera vez a un público mayoritario cuando el rapero Ice T hizo C-Walk en el escenario frente a las cámaras a finales de los años 80.
Luego el rapero WC siguió con la corriente de “bailarlo” en los escenarios y le agregó más popularidad todavía; sin embargo este le hizo entender al público que este no es un baile, «los gangsters no bailan» explica, y que hacerlo era solo para demostrar admiración y respeto hacia los otros miembros de los Crips.
En el año 1998 el rapero Kurupt sacó un tema titulado «C Walk», en el que salen miembros de los famosos Crips haciendo este paso. En el tema se habla del mundo gánster que llevan los miembros de este reconocido conjunto de pandilleros.
En el tour de Up in Smoke Tour del año 2001, el rapero Ice Cube junto al antes mencionado WC llevaron a cabo el famoso movimiento.
En el año 2004 el conocido rapero Snoop Dogg mostró su C-Walk en el video de su canción titulada «Drop It Like It’s Hot» junto a Pharrell Williams, la cual fue censurada en la televisión estadounidense justamente por hacer este paso.

## Clown Walk
Para intentar quitarle la connotación pandillera, se le cambió el significado a la C de Crip por Clown. Este estilo de C-Walk se caracteriza de movimientos de piernas más rápidos y dinámicos sin necesidad de seguir el tiempo de la música. Además de concentrarse en la rapidez, se puede seguir la lírica de la canción usada para bailar o también se puede seguir el beat (el pulso de la canción).[cita requerida]

## Crown Walk
El Crown Walk es otra derivación del Crip Walk que consiste en la mezcla de los dos estilos, es decir las acrobacias del clown con la marcación del tiempo del crip. Marcar el beat (el pulso) de la canción es importante en este estilo al igual que en el Crip Walk. Este estilo es muy parecido al crip, aunque la diferencia está en que en el Crown se utilizan pasos como el Heeltoe y el Xhop, que en el Crip Walk no se utilizan.[cita requerida]